# Toribio de Astorga
Toribio de Astorga (Astorga, ¿402?-ibidem, 476) fue un religioso católico español, obispo de Astorga. Es también conocido como Toribio de Liébana, aunque existe una confusión con la figura del ermitaño Toribio de Palencia, a quien en el monasterio lebaniego de su nombre venera como su fundador, existiendo cierta controversia sobre si se trata de dos personajes diferentes, o el mismo pero con diversas tradiciones.
Tras vender todas sus posesiones, Toribio se dirigió a Jerusalén, donde se ganó el aprecio del patriarca Juvenal y fue nombrado sacristán mayor de la iglesia del Santo Sepulcro. No están claras las circunstancias en las cuales se hizo con varias reliquias, entre las cuales destaca el Lignum Crucis, uno de los trozos de la cruz en la que falleció Jesucristo, si bien todo indica que las recibió del propio Juvenal como premio a sus servicios. También la leyenda lo hace protagonista del traslado a El Bierzo (León) de la imagen original de la Virgen de La Encina berciana.
De camino a la península ibérica, pasó por Roma, ciudad en la que conoció al papa León I Magno. Allí fue nombrado archidiácono de Tuy, donde posteriormente fue ordenado sacerdote. A los pocos años, en 444, fue nombrado obispo de Astorga, sede desde la que remitió una carta al papa exponiéndole su preocupación por el auge de una doctrina que consideraba extinta: el Priscilianismo. Ante esta misiva, León I le encargó la celebración de un concilio del que no hay constancia histórica de su celebración (algunos autores lo sitúan en torno al año 447), con el objetivo de excomulgar a todos los obispos que no condenasen dicha herejía. Ello le valió las iras de pueblo y clero, hasta el punto de tener que retirarse de nuevo a Tuy.
Años más tarde, sufrió las persecuciones de Teodorico II, debiendo refugiarse en la región asturiana del Monsacro. De vuelta a Astorga, falleció en el año 476. Sus restos fueron trasladados alrededor del siglo VIII al monasterio de Santo Toribio de Liébana (Cantabria) junto al Lignum Crucis, con el fin de ser protegidos del avance musulmán.
Su festividad tiene lugar el 16 de abril, y cuando coincide con domingo da inicio a la celebración del año jubilar lebaniego.